# Srikakulam (huyện)
Huyện Srikakulam là một huyện thuộc bang Andhra Pradesh, Ấn Độ. Thủ phủ huyện Srikakulam đóng ở Srikakulam. Huyện Srikakulam có diện tích 5837 ki lô mét vuông. Đến thời điểm năm 2001, huyện Srikakulam có dân số 2528491 người.